# برناردو بونسی
برناردو بونِسی (اسپانیایی: Bernardo Bonezzi‎؛ ‏۶ ژوئیه ۱۹۶۴ – ۳۰ اوت ۲۰۱۲) خواننده و آهنگساز اهل اسپانیا بود که بیشتر در زمینهٔ موسیقی فیلم فعالیت داشت.

## گزیدهٔ فیلم‌شناسی
- سلام، تنهایی؟ (۱۹۹۵)
- هیچ‌کس پس از مرگمان از ما یاد نخواهد کرد (۱۹۹۵)[۲][۳]
- زنان در آستانه فروپاشی عصبی (۱۹۸۸)
- قانون میل (۱۹۸۷)
- ماتادور (۱۹۸۶)
- مگر من چه کرده‌ام؟ (۱۹۸۴)
- هزارتوی شور (۱۹۸۲)